# Ernst Joseph Thelott
Pour les articles homonymes, voir Thelott.
Ernst Joseph Thelott (né le 8 octobre 1802 à Düsseldorf, mort le 1er mai 1833 à Augsbourg) est un peintre allemand.

## Biographie

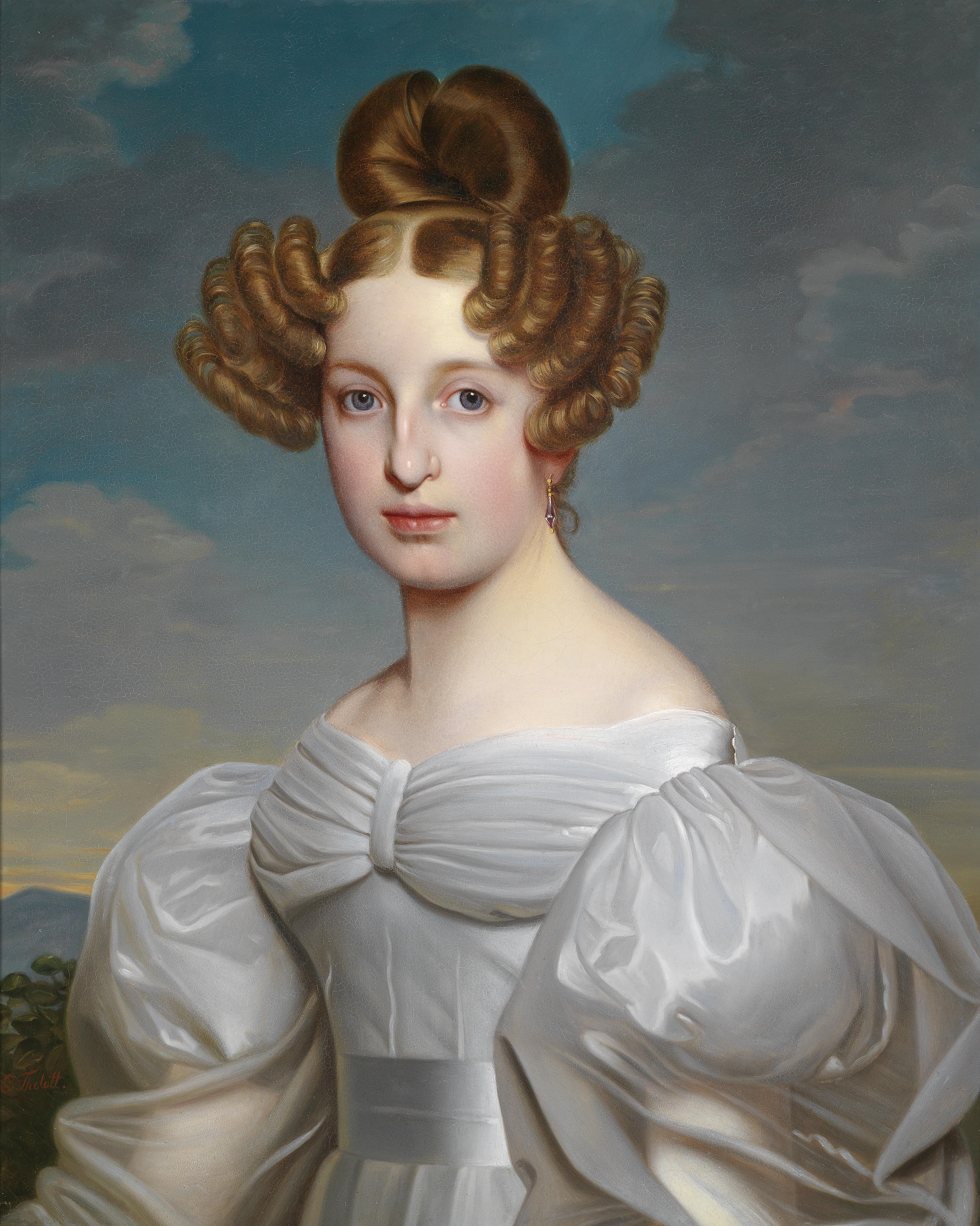
Portrait d'Elise Dorothea Friederike von Schaezler.

Ernst Joseph Thelott est le fils d'Ernst Carl Thelott, professeur d'art de la gravure à l'académie des beaux-arts de Düsseldorf. Il reçoit, comme son frère aîné Karl, une éducation artistique de son père et de cette académie. Après que son directeur Peter von Cornelius déménage à Munich, il s'y installe également et va à la même académie.